# Фізико-географічне районування Білорусі
Фізико-географічне районування Білорусі ― система природного територіального поділу.

## Фізико-географічні провінції та райони
Республіка Білорусь розташована на заході Східноєвропейської рівнини. Північна і середня смуги країни (72 % території) належать до підзоні змішаних, південна ― до підзоні широколистяних лісів. В підзоні змішаних лісів виділяють 4 провінції, в підзоні широколистяних ― 1. Провінції складаються з фізико-географічних районів. На підставі досліджень головних природних компонентів (типів рельєфу в пересіченій місцевості і найбільш поширених ґрунтів на рівнинних просторах) виділено 32 фізико-географічних району.

## Білорусько-Валдайська провінція
Білорусько-Валдайська провінція включає в себе округ Білоруське Поозер'я, який складається з 11 районів: Вітебська, Городоцька, Нещердовська, Ушачьско-Лепельска височини, Свенцянски гряди, Верхнеберезінская, Лучосы (Лучесы), Нарочано-Вілейська, Полоцька, Суражська низини, Чашниковська рівнина. До цієї провінції належать Білоруська гряда, до складу якої входять райони: Мінська, Оршанська і Ошмянская височини.

## Західно-Білоруська провінція
Західно-Білоруська провінція включає 7 районів: Барановичьску, Лидську, Прибугську рівнини, Верхненеманську і Средненеманську низини, Копильську гряду і Південно-Західне отвлетвлення Білоруської гряди.

## Східно-Білоруська провінція
До Східно-Білоруської провінції відносять райони: Горецко-Мстиславська і Оршанско-Могилевська рівнини.

## Предполесська провінція
Предполесська провінція об'єднує райони Чечерська рівнина і Центральноберезинська рівнина.

## Провінція Східної Прибалтики
Провінція Східної Прибалтики має райони: Браславська гряда і Латгальська височина.

## Поліська провінція
Частина Поліської провінції в Білорусі (інша частина на території України) розглядається як подпровинция Білоруське Полісся і складається з районів: Брестська, Гомельська, Мозырское і Прип'ятське Полісся, а також Загородив.